# Aïn Séfra
Aïn Séfra (em árabe: عين الصفراء) é uma comuna na província de Naâma, Argélia. De acordo com o censo de 2008, a população total da cidade era de 54 229 habitantes.
Situada entre as Cordilheira do Atlas no Saara, está a 1.081 metros acima do nível do mar, aproximadamente 45 km a leste da fronteira com Marrocos. Está em um amplo vale entre o Monte Issa e o Monte Mekter, em ambos os lados do Uádi Aïn Séfra.

## História
Em 1586, o Ksar de Aïn Séfra foi formado pelos filhos de Mohamed Ben-Chaïb dit Bou-Dekhil.
Durante as primeiras incursões francesas no século XIX, a maior parte das famílias Chorfas deixaram os alcáceres como refugiados, principalmente para Tremecém e Fez.
Entre 1881-82, Aïn Séfra tornou-se uma guarnição militar francesa para auxiliar no controle do "Portal do Saara", devido à revolta do Sheikh Bouamama - uma grande liderança da resistência popular contra a conquista colonial francesa nessa região.
Em 1887, a Empresa Franco-Algérienne ligou a ferrovia de Mécheria até Aïn Séfra, que se estendeu até Bechar e Kenadsa em 1906.
O antigo bairro europeu da cidade foi reconstruído após uma inundação em 1904, está agrupado em torno da estação ferroviária na margem norte do Wadi. Há uma ponte de ferro leva à parte sul da cidade, que contém um antigo posto militar francês e seu quartel neomouro. A parte mais antiga de Aïn Séfra, com seus jardins murados tradicionais, fica a sudoeste. O mercado de Aïn Séfra negocia ovelhas, lã, peles e sal levado lá por berberes nômades.

## Clima
Os verões na região onde Aïn Séfra está localizada são quentes e secos, enquanto os invernos são mais frios. Mesmo assim a região desértica do Saara permanece quente durante o inverno. De acordo com a Classificação Climática de  Köppen e Geiger o clima é árido (BWk).
O primeiro registro de neve na região foi em 18 de fevereiro de 1979. Com novas ocorrências em nos invernos de 2017, 2018 e 2021.